# Chloe x Halle
Chloe x Halle је амерички R&B дуо које чине сестре Клои и Хале Бејли. Каријеру су започели појављивањем у мањим глумачким улогама у филмовима, The Fighting Temptations и Let It Shine. Сестре су касније почеле објављивати музичке омоте на Јутјуб-у, укључујући и омот „Pretty Hurts“ на Бијонсе, која је касније открила видео и потписала их на својој етикети,  Parkwood Entertainment. Убрзо након што су објавили EP Sugar Symphony, 2016., након чега је уследила миктапе,The Two of Us,2017. Дуо се касније истакнуо на место истакнутог дела у Ситцом серији Grown-ish,, заједно са издањем њиховог дебија 2018. албум, The Kids Are Alright, који им је доделио две номинације за награду Грамми за најбољег новог извођача и најбољи урбани албум. У 2018. и 2019. години певали су "America the Beautiful" два пута на Wrestlemania XXXIV  и Super Bowl LIII .Хале добила је главну улогу принцеза Аријел у Дизнијев римејк за Мала сирена.

## Дискографија

### Албуми
- (2018)
- (2020)

### Спотови
| Спот | Година | Режисер          |
| ---- | ------ | ---------------- |
|      | 2016   |                  |
|      | 2016   |                  |
|      | 2018   |                  |
|      | 2018   |                  |
|      | 2018   |                  |
|      | 2019   |                  |
|      | 2020   |                  |
|      | 2020   |                  |
|      | 2021   | Alfred Marroquín |

### ТВ верзије
| Верзија                    | Година | Режисер |
| -------------------------- | ------ | ------- |
| Forgive Me                 | 2020   |         |
| Baby Girl                  | 2020   |         |
| Do It                      | 2020   |         |
| Don’t Make It Harder On Me | 2020   |         |